# Explorer 24
Explorer 24 —  amerykański satelita programu Explorer, drugi (po Explorerze 19) z serii ADE - nadmuchiwanych balonów do badania gęstości atmosfery Ziemi. Wyniesiony wraz z satelitą Explorer 25.

## Budowa i działanie
Bliźniaczy względem balonów Explorer 9 i Explorer 19. Wykorzystywał opór aerodynamiczny stawiany przez symetryczną powierzchnię statku do badania atmosfery. Statek składał się z dwóch półkul cienkiej folii aluminiowej połączonych mylarową taśmą. Złożony i pusty balon - umieszczony w rakiecie - miał kształt walca o wymiarach 21,6 na 48,3 cm. Po wystrzeleniu nadmuchany był azotem z butli i odrzucony od ostatniego członu rakiety mechaniczną sprężyną. W środku umieszczono również akumulator ładowany przez ogniwo słoneczne, znajdujące się na powierzchni balonu. Powierzchnię równomiernie pokrywały kropki białej farby (o średnicy 5,1 cm), które miały zapewniać stabilizację temperatury satelity. W balonie znajdował się również nadajnik radiowy na częstotliwości 136,62 MHz, o mocy 15 mW, umożliwiający śledzenie satelity. Antenę nadajnika stanowił sam balon.